# كوجك محمودي (تشكدان)
كوجك محمودي (بالفارسية: کوجک محمودی) هي قرية تقع في إيران في هرمزغان. يقدر عدد سكانها بـ 0 نسمة بحسب إحصاء 2016.